# Mordellistena suturalis
Mordellistena suturalis är en skalbaggsart som beskrevs av Ray 1947. Mordellistena suturalis ingår i släktet Mordellistena och familjen tornbaggar. Inga underarter finns listade i Catalogue of Life.